# Ratibida
Ratibida je rod biljaka, zeljastih trajnica iz porodice glavočika.
Sastoji se od 7 vrsta iz Kanade, SAD-a i Meksika. Rod je opisan u Florula Ludoviciana, or, a flora of the state of . . . 73. 1817.

## Vrste
1. Ratibida coahuilensis B. L. Turner
2. Ratibida columnifera (Nutt.) Wooton & Standl.
3. Ratibida latipalearis E. L. Richards
4. Ratibida mexicana (S. Watson) Sharp
5. Ratibida peduncularis (Torr. & A. Gray) Barnhart
6. Ratibida pinnata (Vent.) Barnhart
7. Ratibida tagetes (E. James) Barnhart

## Sinonimi
- Lepachys Raf.; J. Phys. Chim. Hist. Nat. Arts 89: 100 (1819), nom. superfl.
- Obeliscaria Cass.; Cuvier, Dict. Sci. Nat. ed. 2. 35: 272 (1825), nom. superfl.
- Obelisteca Raf.; Fl. Ludov.: 73 (1817)